# Darlaston
Darlaston – miasto w Anglii, w hrabstwie ceremonialnym West Midlands, w dystrykcie metropolitalnym Walsall. Leży 14 km na północny zachód od miasta Birmingham i 177 km na północny zachód od Londynu.